# Villafranca Montes de Oca
Villafranca Montes de Oca è un comune spagnolo di 118 abitanti situato nella comunità autonoma di Castiglia e León.

## Storia
È attraversata dal Cammino di Santiago di Compostela. Anticamente offriva al pellegrino un rifugio dove passare la notte prima di affrontare l'ascesa ai Montes des Ocas, temuti per la presenza di lupi e briganti. Oggi, diversamente da un tempo, il paesino è attraversato dalla statale Logrono-Burgos, importante asse per il trasporto merci tra queste città, le più grandi della regione.